# Iimura Jo
Iimura Jo (飯村 穣 , Phạn Thôn Nhương) (20 tháng 5 năm 1888 - 21 tháng 2 năm 1976) là một tướng lĩnh của Lục quân Đế quốc Nhật Bản.

## Cuộc đời
Ông quê ở tỉnh Ibaraki. Iimura tốt nghiệp khóa 21 của Trường Sĩ quan Lục quân (Đế quốc Nhật Bản) năm 1909 và sau đó được biên chế về Trung đoàn 3 Vệ binh Hoàng gia. Ông cũng là sinh viên tại Trường Ngoại ngữ Tokyo (nay là Đại học Ngoại ngữ Tokyo), tốt nghiệp vào tháng 3 năm 1917 ngành tiếng Pháp. Sau đó ông tham gia khóa 33 của Đại học Lục quân (Đế quốc Nhật Bản), năm 1919, ông bắt đầu nổi trội trong quân chủng bộ binh. Sau một thời gian ngắn được đưa đến đơn vị quân đội chiếm đóng Triều Tiên, nơi ông trở thành giảng viên trường Đại học Lục quân (Đế quốc Nhật Bản), ông được thăng chức Trung tá và được chỉ định làm Tùy viên quân sự ở Thổ Nhĩ Kỳ.
Sau khi quay về Nhật Bản, ông được thăng Đại tá vào tháng 8 năm 1932 và phục vụ tại một số vị trí ở Bộ Tổng tham mưu Lục quân Đế quốc Nhật Bản. Tháng 3 năm 1935, ông được giao quyền chỉ huy Trung đoàn bộ binh 61. Khi Chiến tranh Trung - Nhật bùng nổ, Iimura được thăng chức Thiếu tướng vào tháng 3 năm 1937. Từ năm 1938 đến năm 1939, ông làm hiệu trưởng Trường Sĩ quan Lục quân (Đế quốc Nhật Bản) và sau đó được chuyển đến Mãn Châu giữ chức Tham mưu trưởng của Đạo quân Quan Đông từ năm 1939 đến năm 1940. Sau đó ông trở thành Tổng Tư lệnh của Tập đoàn đoàn 5 ở Mãn Châu quốc từ năm 1941 đến năm 1943.
Iimura quay trở về Nhật vào năm 1943 để tiếp tục làm hiệu trưởng Đại học Lục quân (Đế quốc Nhật Bản), nhưng do tình hình bất lợi ở chiến trường phía Nam cuộc Chiến tranh Thái Bình Dương đối với Nhật Bản, năm 1944, ông được bổ nhiệm làm Tổng tư lệnh của Nam Phương quân và Tổng tư lệnh của Phương diện quân 2, trụ sở tại Celebes, Indonesia từ năm 1944 đến năm 1945.
Ông trở về Nhật Bản một thời gian ngắn trước khi chiến tranh kết thúc để chỉ huy Lực lượng phòng thủ Tokyo trước kế hoạch tấn công vào chính quốc Nhật Bản của quân đội Hoa Kỳ. Ông nhận chức chỉ huy trưởng cảnh sát quân sự trước khi cuộc chiến kết thúc năm 1945.

### Sách
- Fuller, Richard (1992). Shokan: Hirohito's Samurai. London: Arms and Armor. ISBN 1-85409-151-4.